# Кубок чемпионов УНАФ
Кубок Чемпионов УНАФ (North African Cup of Cup Champions) — Ежегодный футбольный турнир среди Чемпионов стран Северной Африки входящих в УНАФ, проводится с 2008-го года. В нём участвуют четыре клуба, начинающие турнир матчами Плей-офф (с полуфинала). Предшественником турнира можно считать Магрибский Кубок Чемпионов.

## Призовые вознаграждения[1]
| Позиция | Призовая сумма переходящая в клуб |
| ------- | --------------------------------- |
| Чемпион | $150,000                          |
| 2 место | $75,000                           |
| 3 место | $35,000                           |
| 4 место | $35,000                           |

## Турниры
| Сезон      | Чемпион              | Счёт              | Финалист         |
| ---------- | -------------------- | ----------------- | ---------------- |
| 2008 Обзор | Клуб Африкэн (Тунис) | 0-0 Пенальти: 3-2 | ФАР (Марокко)    |
| 2009 Обзор | ЕС Сетиф (Алжир)     | 2-2 Пенальти: 6-5 | Эсперанс (Тунис) |
| 2010 Обзор | Клуб Африкэн (Тунис) | 3-1               | МК Алжир (Алжир) |

## Выигранные титулы по странам участницам
| Страна  | Чемпионства | Финалы |
| ------- | ----------- | ------ |
| Тунис   | 2           | 1      |
| Алжир   | 1           | 1      |
| Марокко | 0           | 1      |
| Ливия   | 0           | 0      |